# Hütte ober der Arichwand
Die Hütte ober der Arichwand (slowenisch Koča nad Arihovo pečjo; Alternativname Koča na Bleščeči) ist die einzige Schutzhütte des Slowenischen Alpenvereins Klagenfurt, einer Sektion des Slowenischen Alpenvereins.

## Lage
Die Hütte liegt auf der Rossalm (slow. Bleščeča), einer auf 1080 m ü. A. gelegenen Alm in den Karawanken, einem Gebirgsstock in den südlichen Kalkalpen im österreichischen Bundesland Kärnten. Die Alm liegt etwa zwei Kilometer Luftlinie nordöstlich des Mittagskogels (Jepa/Kepa). Von ihr führt ein markierter Wanderweg in südwestlicher Richtung zu der auf 1527 m Höhe gelegenen und dem Österreichischen Alpenvereins gehörenden Bertahütte, der weiter auf den Mittagskogel oder auf die Ferlacher Spitze (1742 m ü. A.) führt.

## Einzelnachweise

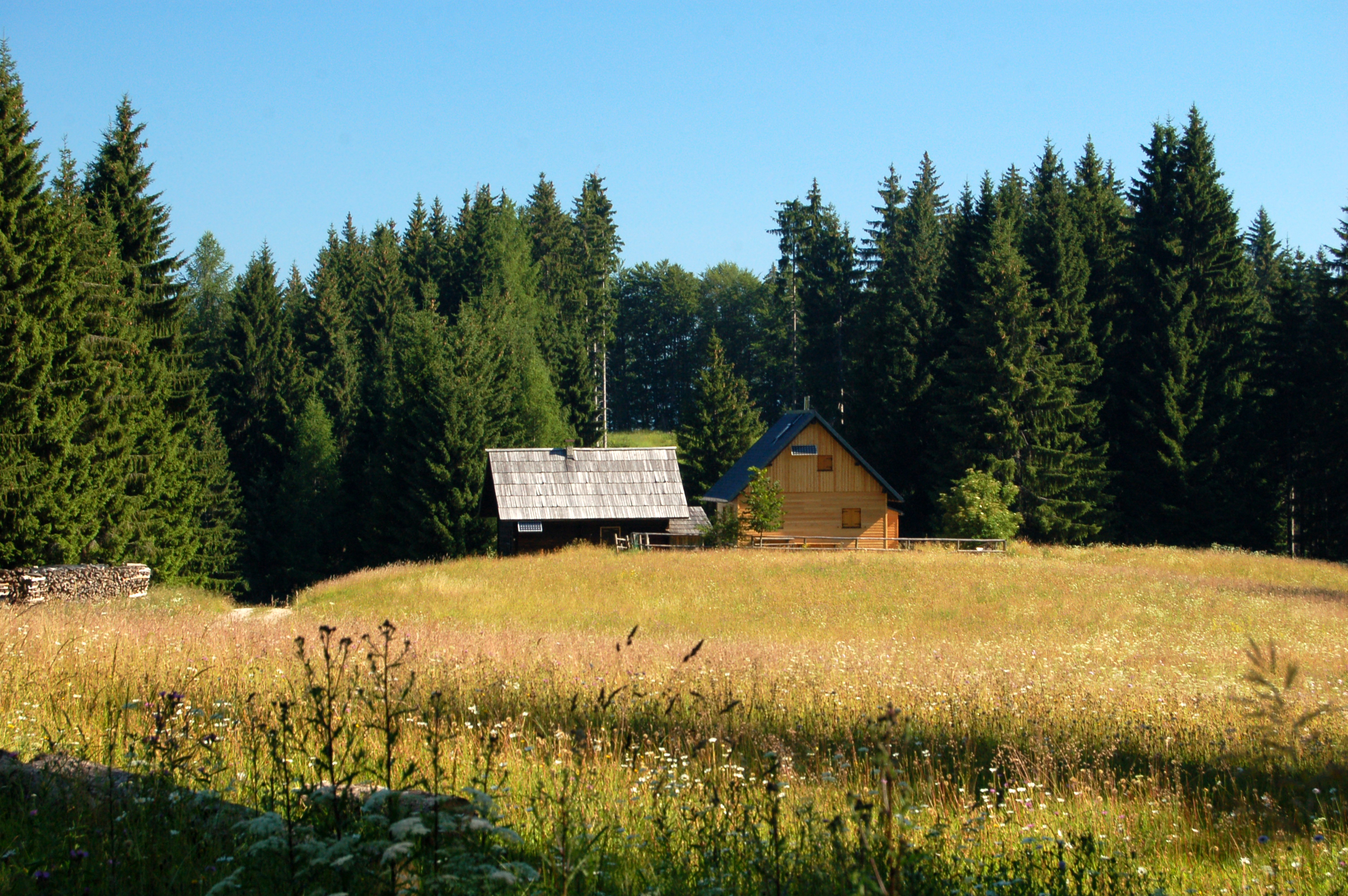
Die Hütte auf der Rossalm